# آن نویل
آن نویل (انگلیسی: Anne Neville; ۱۱ ژوئن ۱۴۵۶ – ۱۶ مارس ۱۴۸۵) ملکه هم‌نشین اهل پادشاهی انگلستان بود. آن، دختر ریچارد نویل، شانزدهمین ارل واریک مشهور به ریچارد شاه‌ساز بود. به عنوان همسر ادوارد وست‌مینستر، پرنسس ولز گردید و پس از ازدواج با ریچارد سوم به عنوان ملکه انگلستان دست یافت.
در زمان جنگ‌های داخلی مشهور به جنگ رزها میان خاندان‌های یورک و لنکستر، آن نویل به عنوان یکی از اعضای قدرتمند خاندان نویل نقش مهمی را ایفا نمود. پدرش واریک، او را به نامزدی ادوارد پرنس ولز و فرزند هنری ششم درآورد. هدف از این ازدواج، پیوست مجلس به خاندان لنکستر در جهت توقف جنگ داخلی میان دو خاندان مشهور بود.بعد از مرگ ادوارد پرنس ولز که پسر مارگارت انژو بود او به ازدواج ریچارد سوم درآمد.دارای پسری شد.بعد ها پسر اون در گذشت و خودش بر اثر بیماری سل در گذشت.

## نگارخانه

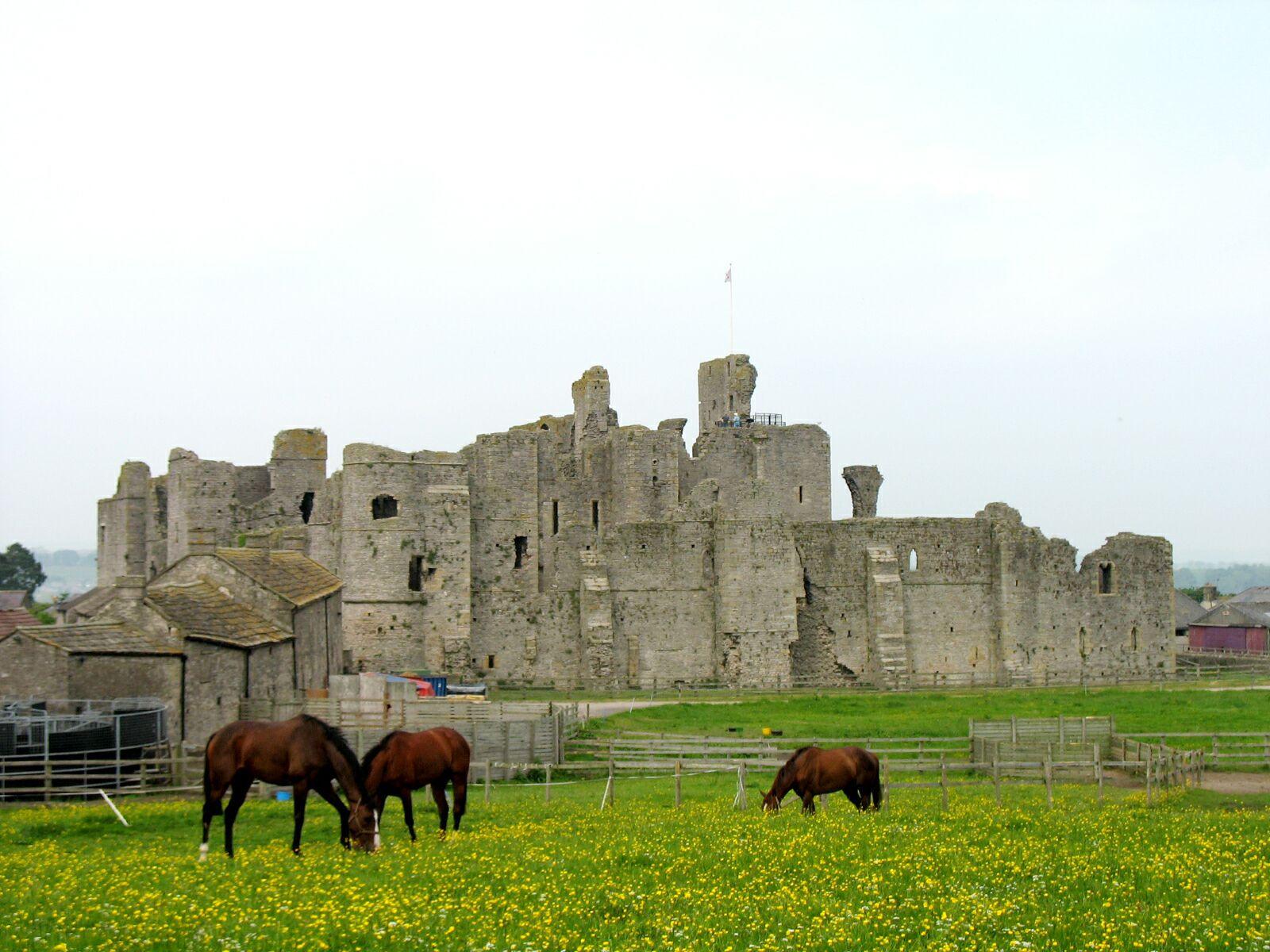
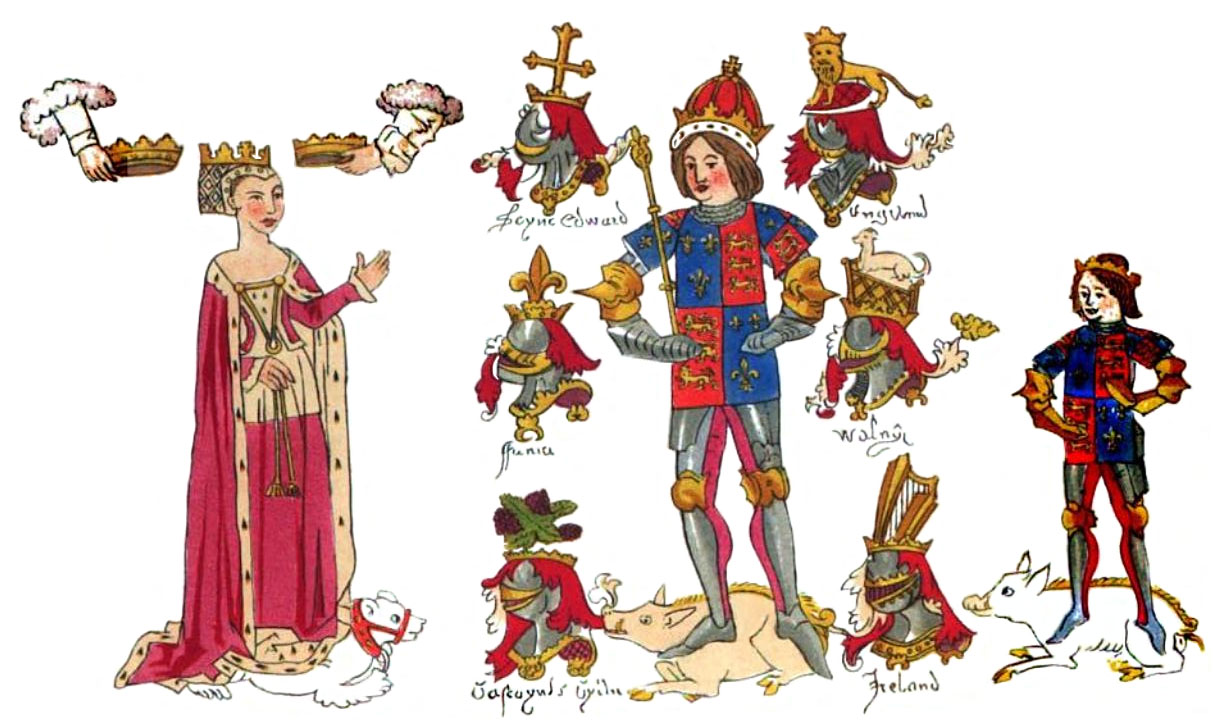
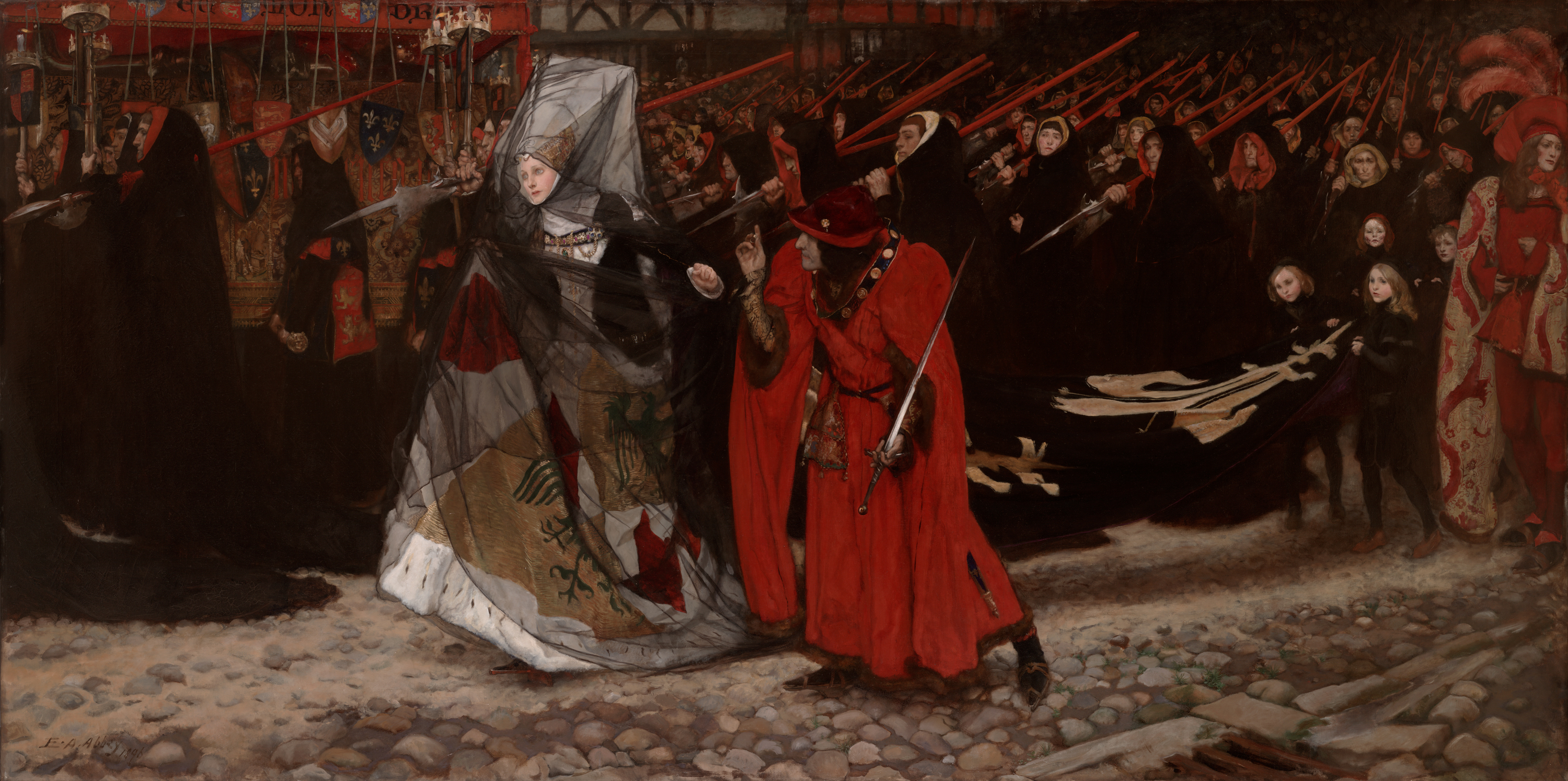